# 丘斯滕迪爾州
丘斯滕迪爾州是保加利亞的一個州，位於該國西部，西鄰塞爾維亞与北马其顿。面積3,084.3平方公里，2006年人口163,889人。州府丘斯滕迪爾，下分为9个市镇。